# Ingleside on the Bay
Ingleside on the Bay est une ville située au sud-est du comté de San Patricio, au Texas, aux États-Unis,. Fondée en 1958, la ville était initialement baptisée Old Ingleside.

## Démographie
Lors du recensement de 2010, la ville comptait une population de 615 habitants. Elle est estimée, en 2016, à 633 habitants.

### Source de la traduction
- (en) Cet article est partiellement ou en totalité issu de l’article de Wikipédia en anglais intitulé « Ingleside on the Bay, Texas » (voir la liste des auteurs).